# Michele Fragali
Michele Fragali (Palermo, 18 luglio 1897 – Roma, 9 novembre 1980) è stato un giurista e magistrato italiano.

## Biografia
Negli anni '20 entrò in magistratura e fu pretore a Niscemi e a Milano. Libero docente all'università di Milano, pubblicò le opere: Principî di diritto aeronautico (1930); Lezioni di diritto aeronautico (1939), disciplina cui diede un contributo innovativo.
Nel 1952 fu capo dell'ufficio legislativo del ministero dell'industria.
Avvocato generale della Cassazione nel 1955, dal 1957 è stato presidente di sezione.

Nel 1957 sistematizzò in forma definitiva l'intera materia della navigazione aerea e marittima curando per la casa editrice Giuffrè il Codice della navigazione.
È stato eletto giudice della Corte costituzionale dai magistrati della Corte di cassazione il 20 luglio 1960 e ha giurato il 2 agosto 1960.

È stato nominato vicepresidente della Corte il 24 novembre 1971 dal neoeletto presidente Giuseppe Chiarelli. È cessato dalla carica il 2 agosto 1972.